# Гласник Српског географског друштва
Гласник Српског географског друштва је научни часопис који се бави темама из области географије. Часопис излази свака три месеца (квартално). Прва свеска Гласника је објављена 1912. године.

## О часопису
Први број Гласника Српског географског друштва појавио се из штампе у марту 2012. године, друге године постојања Друштва. Од првог броја до данас је објављено 94 свеске Гласника, где је већи број објављен у двоброју, са близу 700 чланака претежно из географије, али и из сродних наука. Важно је напоменути да је све до Другог светског рата Гласник био једина стална научно – географска публикација у Србији, самим тим је и његов допринос од непроцењиве вредности за развој географије у Србији.

## Историјат часописа
На оснивачкој скупштини Српског географског друштва 1910. године донета је одлука о публиковању Гласника, научног часописа који ће се штампати у две свеске годишње, уз материјалну помоћ Министарства просвете Србије и чланова добротвора. Била је то прва периодична географска публикација на Балканском полуострву, која са краћим прекидима за време Првог и Другог светског рата и данас представља својеврстан знак за препознавање Српског географског друштва у земљи и ван ње. Прво уредништво Гласника изабрано је на истој скупштини 1910. године у саставу: Јован Цвијић, Павле Вујевић и Милорад Драгић. Они су за штампу приредили 4 свеске.

### Први број Гласника
| „ | Гласник има овакав задатак и склоп: он треба да постане орган за публиковање резултата испитивања која се тичу Балканског полуострва (са Хрватском, Истром и Крањском) и суседних земаља, и то из географије и сродних наука (геологије, метеорологије с климатологијом, фитогеографије, зоогеографије, затим етнологије и других друштвених наука), уколико ове имају везе с географијом или уколико су од географског интереса. У вези с горњим Гласник ће тежити да постане орган за публиковање расправа од опште научне вредности, чији су погледи изведени на основу балканских проматрања. Управа ће нарочито радо прихватати оне радове у којима се збијено и са неколико главних проматрања обрађује нека научна идеја, без сувишног доказивачког апарата, затим такве у којима је изнесен преглед резултата из једне или више детаљних студија. | ” |

#### Аутори прилога
Јован Цвијић у првој свесци Гласника је окупио 1912. године тада знамените научнике, чија се дела и данас препознају и цитирају (Павла Вујевића, Недељка Кошанина, Радоја Дединца, Артура Франовића Гавација, Лудомира Савицког, Јефту Дедијера, Јована Ердељановића итд). Седморица аутора прилога у првој свесци Гласника су били чланови различитих академија наука и уметности. Протекло време није умањило вредност писане речи, од којих су неке и данас актуелне као и у време када су први пут публиковане.

## Уредништво часописа
Уредник часописа је Предраг Манојловић, редовни професор Географског факултета Универзитета у Београду, од јануара 2000. године . Он је пре 2000. године био секретар Српског географског друштва. Научна област истраживања му је: физичка географија, геоморфологија, механичка и хемијска ерозија и акумулација.

## Међубиблиотечка размена
Међубиблиотечком разменом публикација Гласник је доспео до фондова библиотека не само у Србији и земљама Балкана, већ и до библиотека других континената. Памти се допис Конгресне библиотеке из Вашингтона којим се надлежни захваљују на послатим примерцима Гласника.

## Теме
- Општа географија
- Климатологија
- Туризам
- Демографија
- Морфологија
- Хидрологија
- Картографија

## Српско географско друштво
У Београду, на Благовести, 7. априла 1910. године основано је Српско географско друштво. Оснивач је великан Србије Јован Цвијић. Било је то прво географско друштво у југословенским земљама и на Балканском полуострву и уједно велики културно-просветни догађај српске државе. Аутор тврди како су том приликом усвојена правила и главни задаци Друштва. Утврђено је да треба неговати контакте са сродним наукама, бирајући оне резултате који су од географског значаја. 
За првог председника Друштва изабран је Јован Цвијић. Он је био не само оснивач географског друштва, већ и његов духовни творац, агилни председник и највреднији сарадник Гласника.

### Научни рад Друштва
Научни рад био је један од главних задатака Друштва од његовог оснивања. Резулати рада су објављивани у научном часопису Гласник и у посебним издањима Српског географског друштва. Временом су се у Друштву формирала два одсека: научни и наставни. У склопу научног одсека научни рад се неговао тројако: перманентним, периодичним и повременим научним активностима.

#### Перманентни рад
Перманентни рад се одвија путем редовних годишњих предавања (око десетак предавања годишње) признатих домаћих и иностраних научних радника, која се касније публикују у Гласнику или у посебним издањима Друштва. До сада је одржано преко 600 предавања ове врсте.

#### Периодична научна активност
Периодична научна активност Друштва се одвија једном годишње за време "Јануарских дана просветних радника Србије". Тада се организују тематски научни скупови посвећен неком географском проблему. Предавања држе, поред професора Универзитета, наставници и професори основних и средњих школа, као и други стручњаци из датих области.

#### Повремена научна активност
Повремена научна активност Друштва састоји се у организовању или суорганизовању научних скупова географа и сродних наука. Српско географско друштво било је организатор III Конгреса (1930), IV Конгреса (1955), X Конгреса (1976) и XIV Конгрес географа Југославије.

### Награде Српског географског друштва
Поводом 25. годишњице оснивања Друштва, 1935. године установљене су две врсте признања: "Медаља Јована Цвијића" и "Спомен плакета Српског географског друштва". Од 1995. године у Друштву се уводе још 4 признања: Повеља за почасног члана Друштва, Повеља, Захвалница и Посебна диплома. Медаља и остала признања се свечано додељује у дане јубилеја на годишњој скупштини Друштва.